# Nez (aéronautique)
Pour les articles homonymes, voir Nez (homonymie).

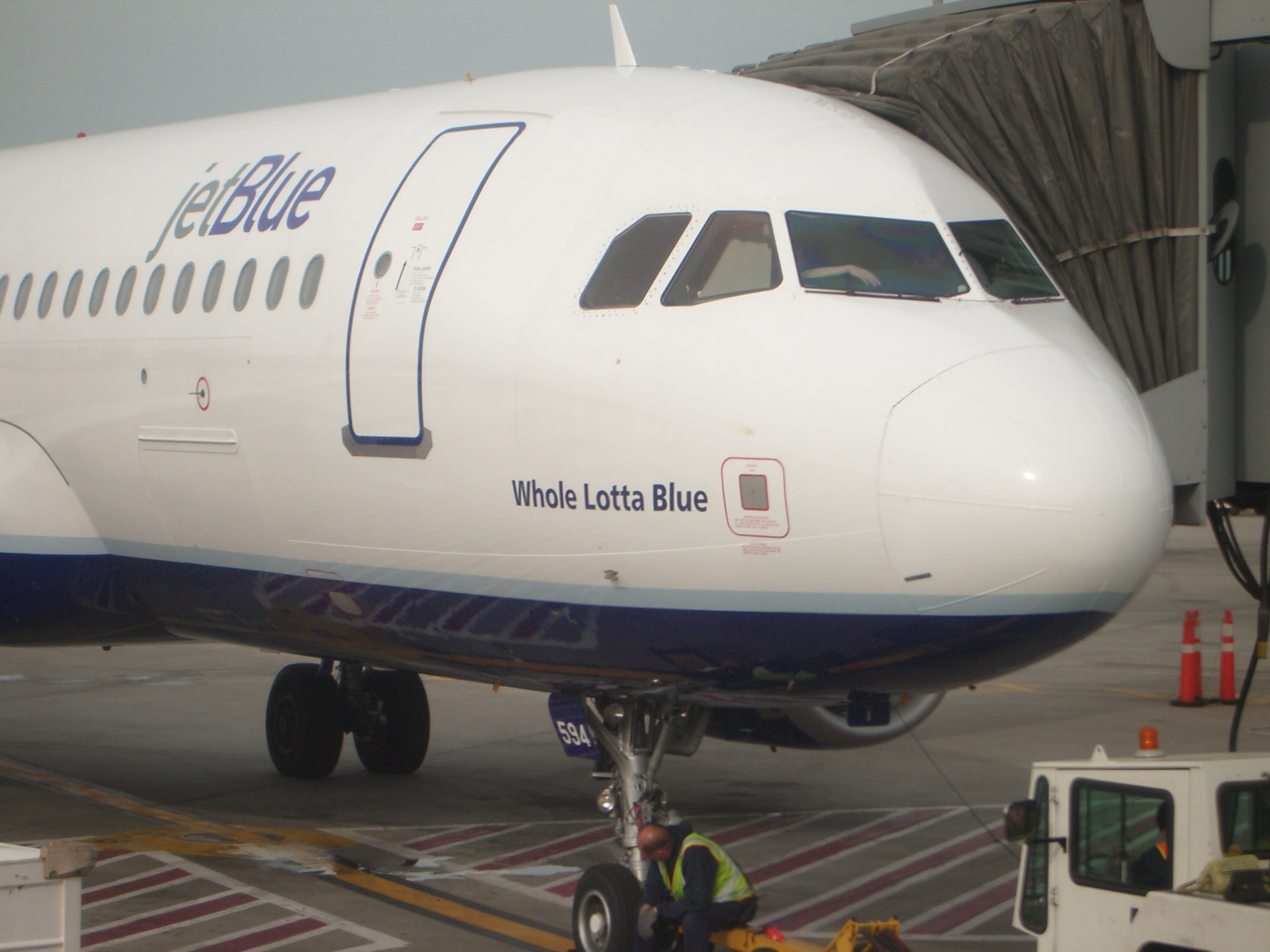
Gros plan sur le nez de l'Airbus A320.

Dans le jargon aéronautique le nez désigne la partie avant du fuselage d'un aéronef.

## Description
Le nez de l'avion ou du planeur est différent de celui de l'hélicoptère.

### Nez de l'avion ou du planeur
Dans le cas du nez de l'avion, celui-ci peut servir de support à l'hélice dans le cas d'un avion monomoteur propulsé par un moteur à pistons à hélice tractive ou par un turbopropulseur. Si l'avion en question est mû par un moteur à pistons à hélice propulsive ou par un ou plusieurs réacteurs, le nez de l'avion renfermera alors soit un compartiment destiné à recevoir du fret léger comme des bagages, soit de l'électronique embarqué, et notamment le radar de l'avion. Ce dernier cas se retrouve sur les avions de combat et sur les avions de ligne. Il est à noter que sur certains bombardiers de la Seconde Guerre mondiale, le nez renfermait un poste de tir pour mitrailleuses mobiles, comme sur le Handley Page Halifax britannique.
Sur les planeurs, le nez ne renferme généralement rien du tout afin d'alléger au maximum l'aéronef.

### Nez de l'hélicoptère
Dans le cas des hélicoptères civils ou de soutien non armés, le nez est généralement largement vitré comme sur le Hiller UH-12 Raven ou l'Eurocopter EC135. Dans le cas des hélicoptères de combat, le nez peut renfermer un radar ou plus généralement un armement tel un canon mitrailleur ou une mitrailleuse comme sur le Denel AH-2 Rooivalk.

### Remarques
Certains aéronefs comme le Concorde ou son homologue soviétique Tupolev Tu-144 possèdent un nez mobile à incidence variable. 

## Photos

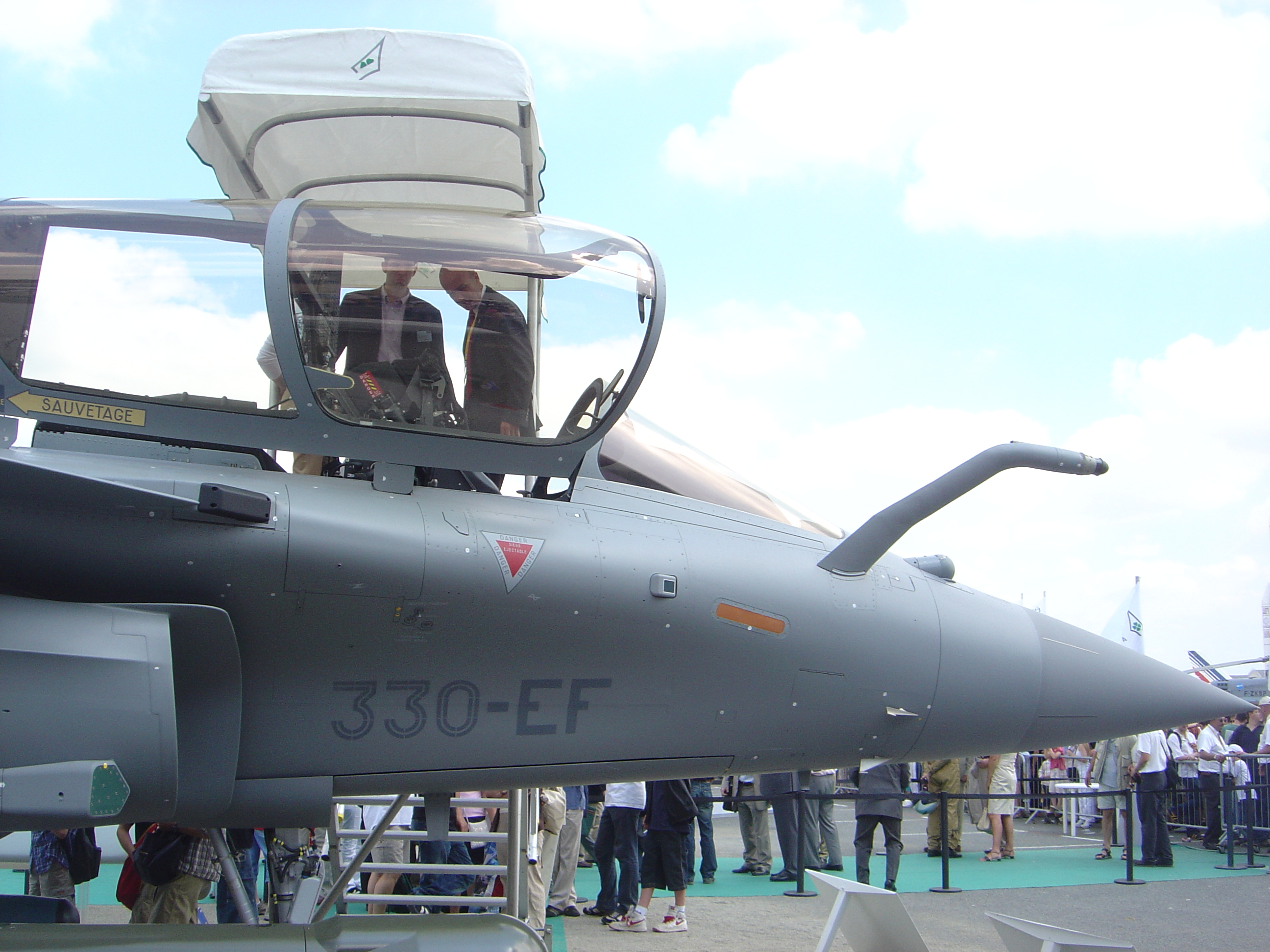
Nez du Dassault Rafale.
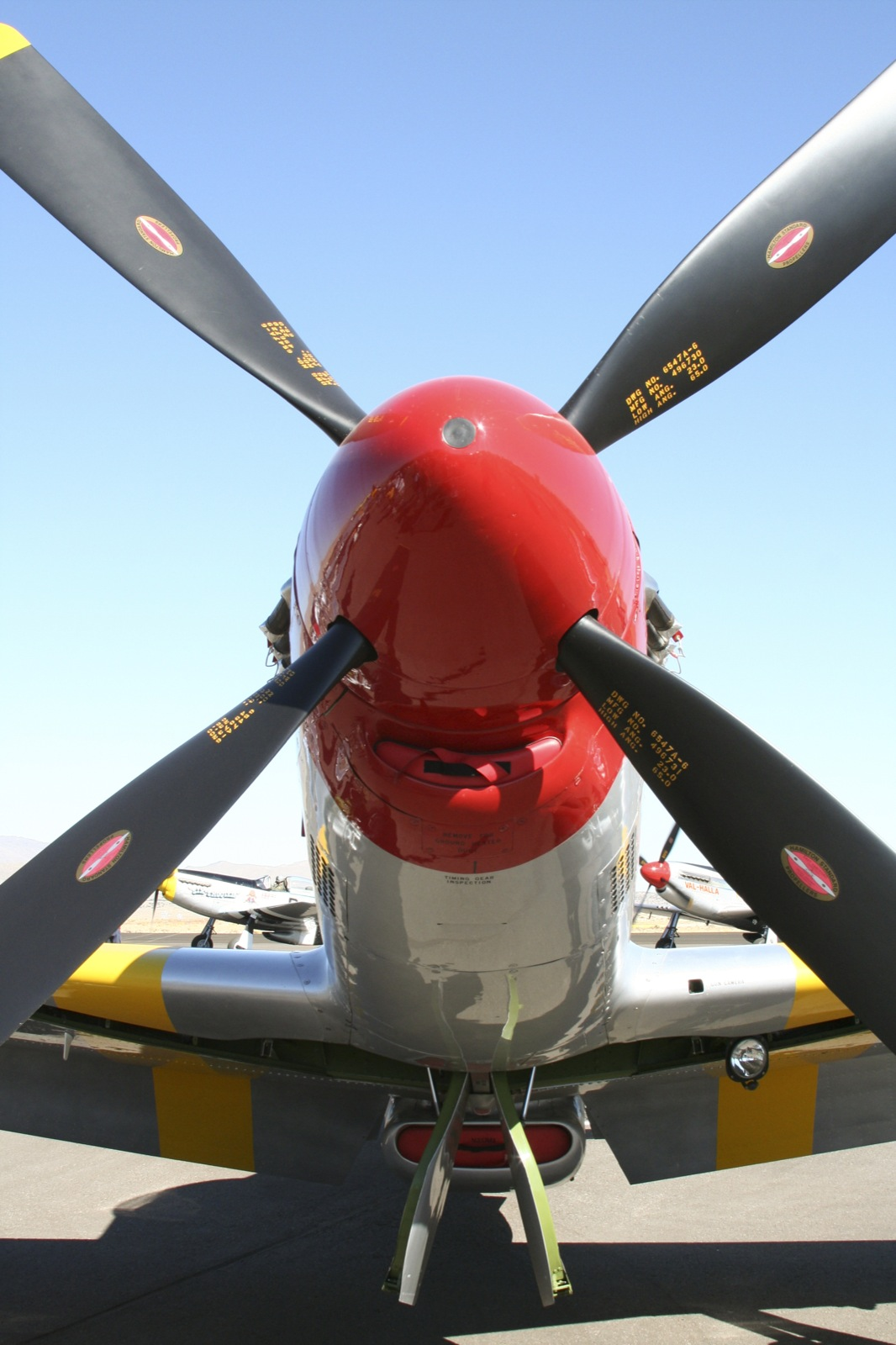
Gros plan sur le nez et l'hélice du North American P-51 Mustang.
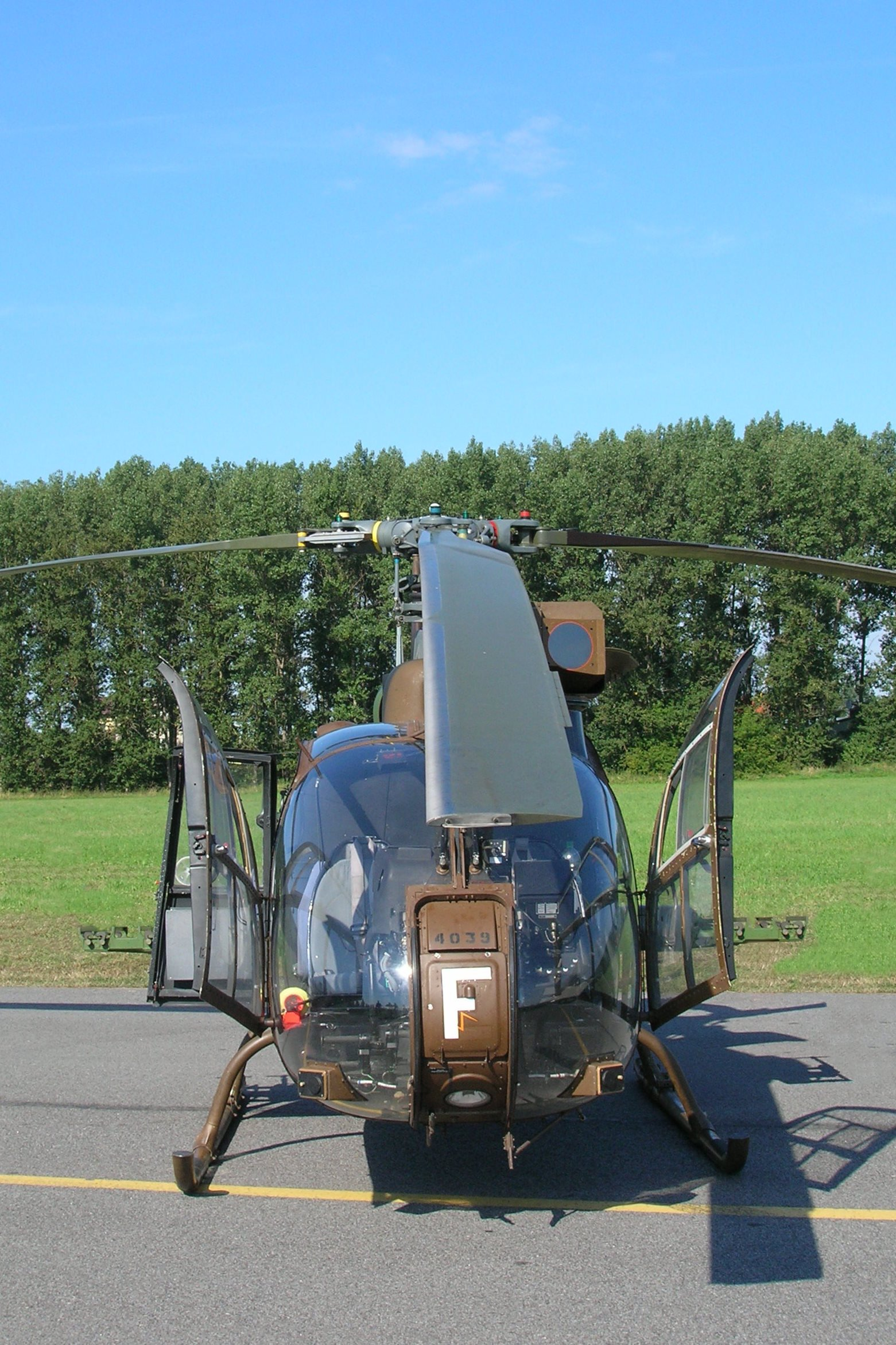
Nez largement vitré de l'Aérospatiale SA-342 Gazelle.
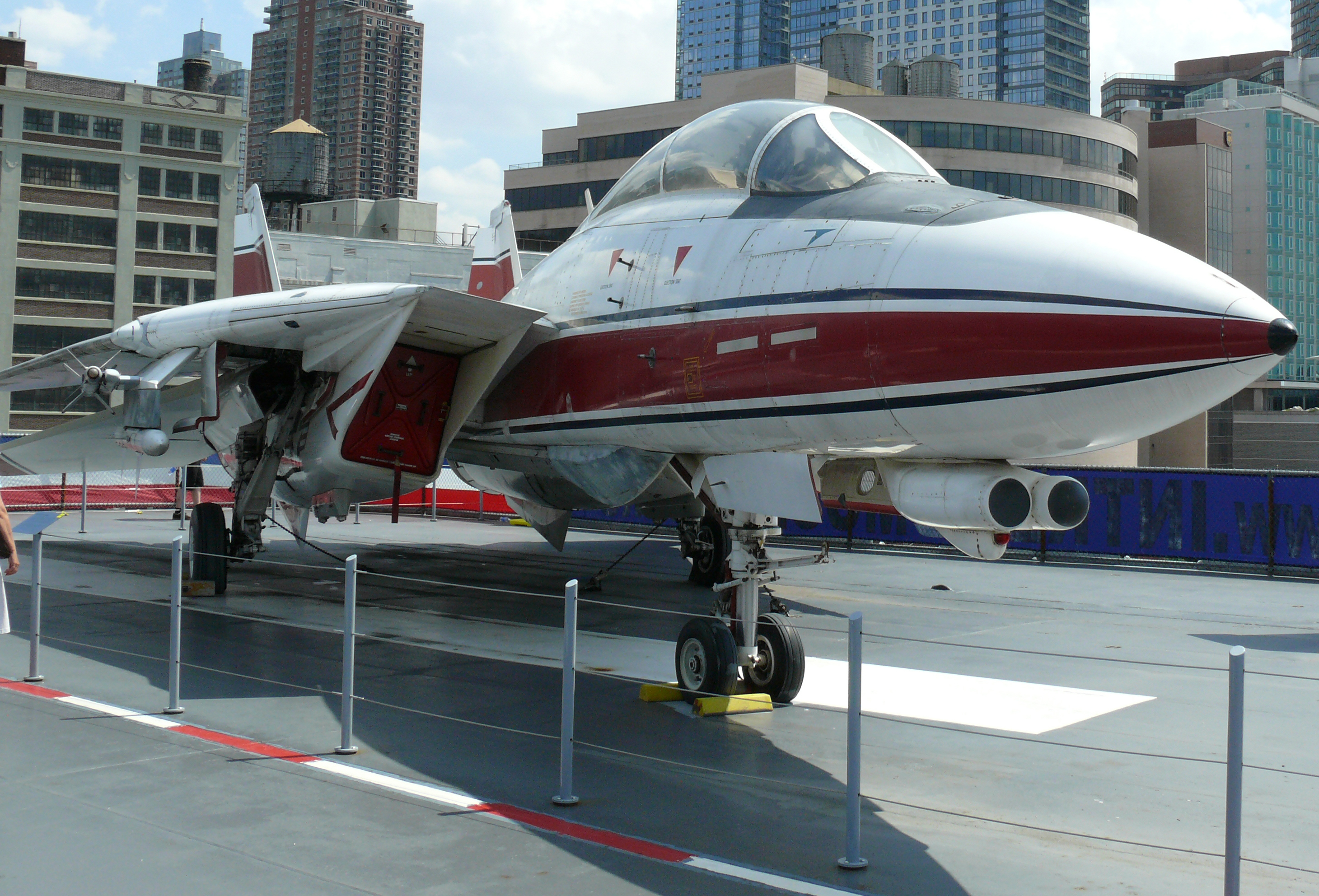
Nez du Grumman F-14 Tomcat.
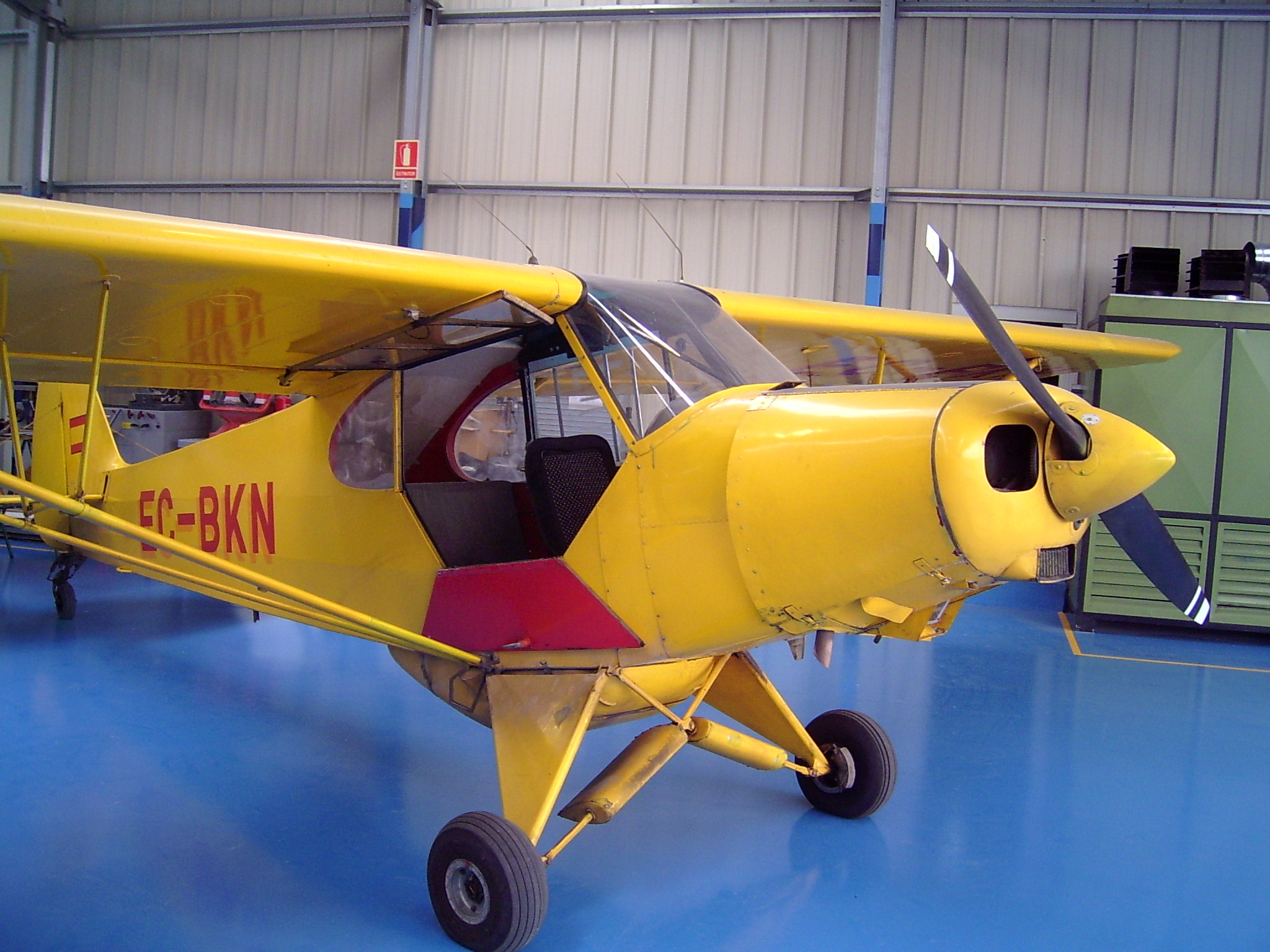
Gros plan sur le nez du Piper PA-18.
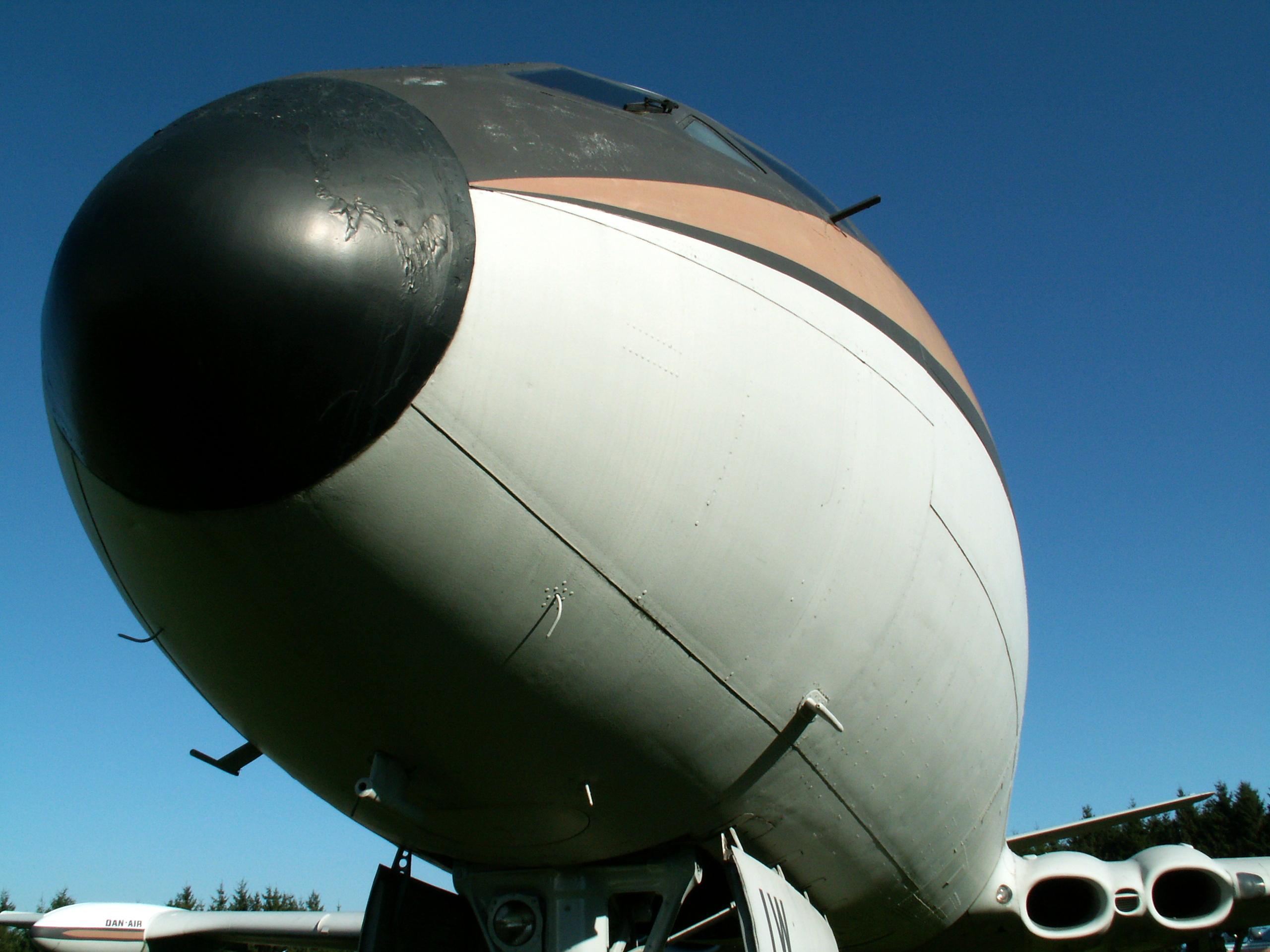
Gros plan sur le nez du de Havilland Comet.
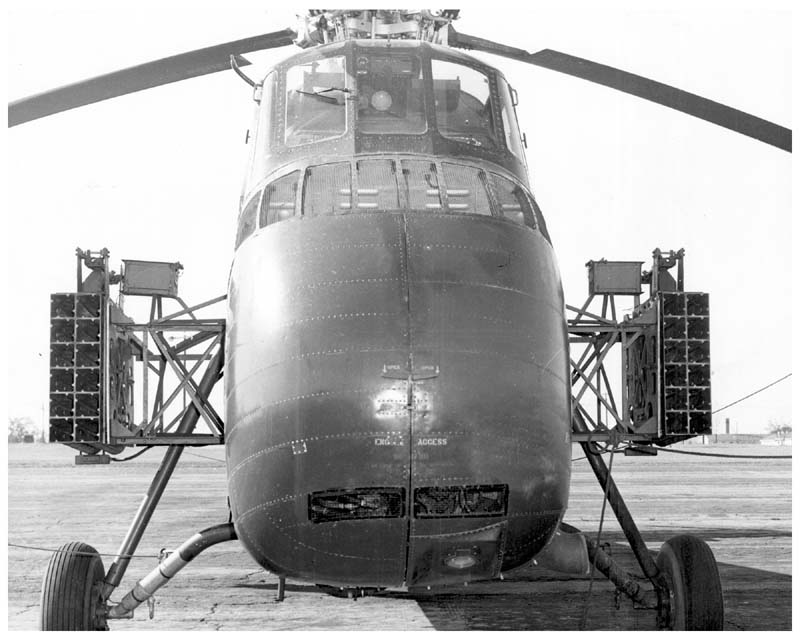
Gros plan sur le nez du Sikorsky S-58.
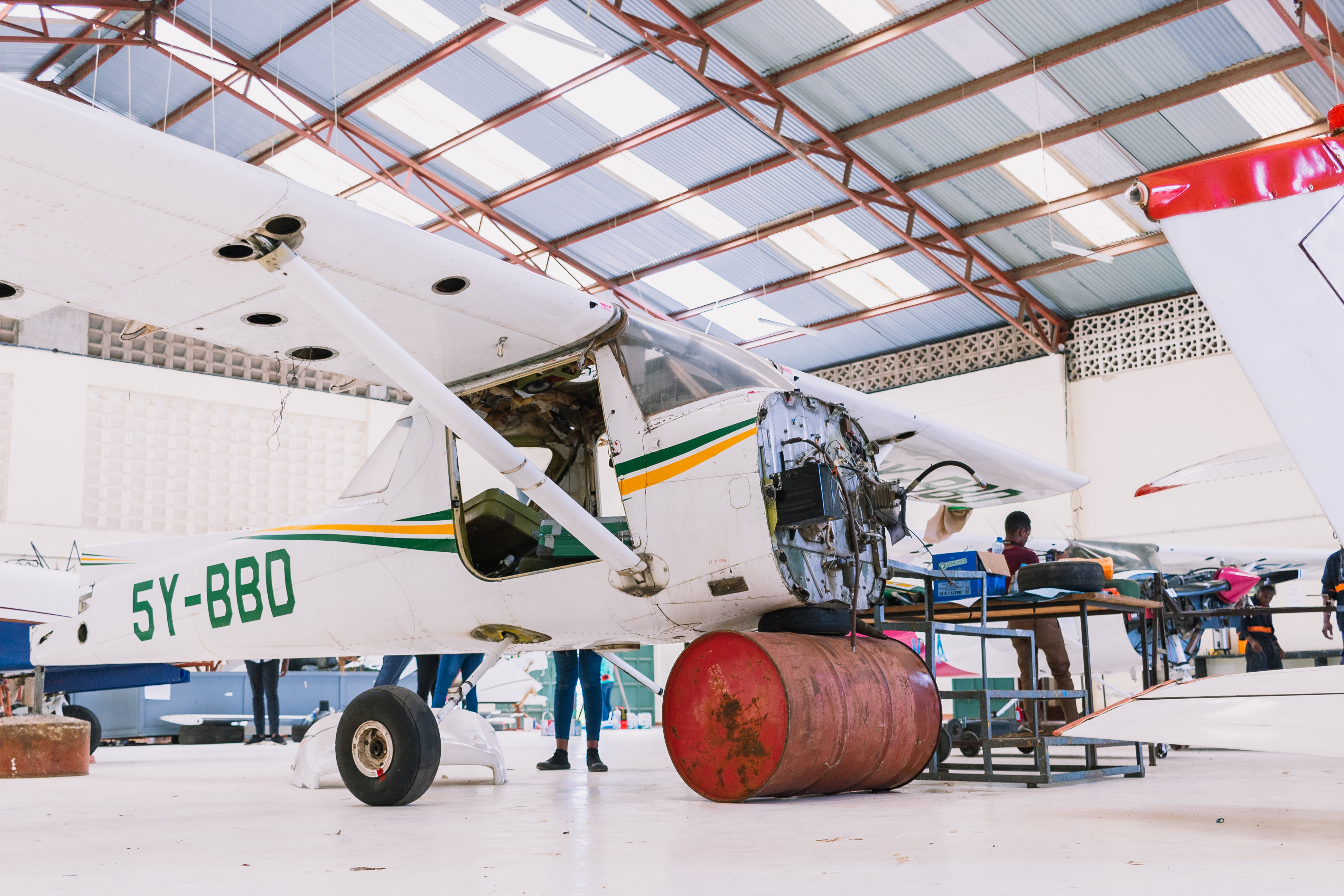
Démontage du nez d'un Cessna en cours de maintenance.